# Salopek Luke
Salopek Luke is een plaats in de gemeente Slunj in de Kroatische provincie Karlovac. De plaats telt 21 inwoners (2001).